# جعدة السمعاوات
جعدة السمعوات الكبيرة  قرية سوريّة تتبع إداريّاً لمحافظة حلب منطقة عين العرب ناحية صرين، بلغ تعداد سكانها 2,607 نسمة حسب التعداد السكاني لعام 2004.